# Бердаль Юрій Іванович
Юрій Іванович Бердаль (нар. 20 червня 1957, Трускавець) — український митець, різьбяр по дереву, член НСМНМУ з 1998 року.

## Життєпис
Народився 20 червня 1957 року. У родині різьбарством займалися з діда-прадіда (дід — Бердаль Григорій). Від батька, Бердаля Івана, навчився різьби по дереву.
В 1975 році закінчив Бориславське ПТУ № 7.
З 1990 по 2002 рік працював у Львівському художньому комбінаті різьбарем по дереву.
В 2000 році нагороджений почесною грамотою за активну участь у підготовці та проведенні виставки робіт декоративно-ужиткового мистецтва під час звіту художньо-мистецьких колективів Львівської області.
Учасник багатьох обласних та всеукраїнських виставок.
Мешкає в Трускавці на Львівщині.